# Лаута
Лаута (нім. Lauta, в.-луж. Łuty) — місто в Німеччині, розташоване в землі Саксонія. Входить до складу району Бауцен.
Площа — 41,87 км2. Населення становить 8211 ос. (станом на 31 грудня 2020).